# Enrico Mollo
Enrico Mollo (Turín, 24 de julio de 1913 – Moncalieri, 10 de marzo de 1992) fue un ciclista italiano que fue profesional entre 1935 y 1946. Buen escalador, ganó la Giro de Lombardía de 1935, la Copa Bernocchi de 1936, lo Giro de los Tres Mares el 1938, las Tres Valles Varesinos y lo Giro de los Apeninos de 1946. Corrió en cinco ediciones del Giro de Italia, siendo su mejor clasificación la segunda posición el 1940.

## Palmarés
- 1935
  - 1.º en el Giro de Lombardía
- 1936
  - 1.º en la Copa Bernocchi
- 1938
  - 1.º en el Giro de los Tres Mares
- 1939
  - 1.º en el Gran premio de la montaña de la Vuelta en Suiza
- 1946
  - 1.º en la Copa Ciutat de Asti
  - 1.º en el Tres Valls Varesines
  - 1.º en el Giro de los Apeninos

### Resultados al Giro de Italia
- 1936. 9.º de la clasificación general
- 1937. 3.º de la clasificación general
- 1939. 26.º de la clasificación general
- 1940. 2.º de la clasificación general
- 1946. Abandona

### Resultados al Tour de Francia
- 1938. 38.º de la clasificación general